# Sant Julià de Cerdanyola
Sant Julià de Cerdanyola è un comune spagnolo di 236 abitanti situato nella comunità autonoma della Catalogna.

Il comune venne creato nel 1996 come distaccamento da Guardiola de Berguedà.